# Badaun (ciudad)
Badaun es la ciudad capital del distrito de Badaun, en el Estado de Uttar Pradesh (India).
- बदायूँ en letra devanagari (del idioma hindi)
  - /badáim/
  - Badāym (Badaim)
- بدایوں en letra urdú
  - /badáim/
- Budaun, en inglés
  - /badáun/

Según el censo de 2001, su población era de 148 138 habitantes (contra 39 031 en el censo de 1901).
Se la conoce como «ciudad de los santos» o Madinat ul Awliya.